# Ashley Hatch
Pour les articles homonymes, voir Hatch.
Ashley Hatch, née le 25 mai 1995 à Gilbert en Arizona aux États-Unis, est une joueuse internationale américaine de soccer. Elle évolue au poste d'attaquante avec le Washington Spirit en NWSL.

## Biographie

### Carrière en club
Au niveau universitaire, Ashley Hatch joue avec les Brigham Young University Cougars entre 2013 et 2016, marquant 47 buts et 21 passes décisives en NCAA. Elle est finaliste du Trophée MAC Hermann en 2016.
En 2017, elle est draftée en 2e position par le North Carolina Courage en NWSL. Elle égale le record de buts pour une rookie avec 7 réalisations et est nommée Rookie Of The Year. Le Courage termine premier de la saison régulière et perd en finale de play-offs face aux Portland Thorns.
Elle rejoint ensuite Melbourne City en prêt, avec qui elle remporte le titre en W-League.
De retour en NWSL avec le Washington Spirit, elle devient la meilleure buteuse de son équipe avec 4 réalisations en 2018, 7 en 2019 et 11 en 2021, où elle remporte le soulier d'or du championnat en menant son équipe au titre.

### Carrière en sélection nationale
Ashley Hatch est appelée pour la première fois en sélection en 2016, alors qu'elle évolue encore avec les BYU Cougars, pour un match amical face à la Suisse, puis une deuxième fois pour un autre match amical face au Mexique en 2018. En 2021, elle est rappelée pour un match amical face à l'Australie, lors duquel elle marque son premier but après 26 secondes de jeu, soit le troisième but le plus rapide de l'histoire de la sélection américaine.

## Palmarès
North Carolina Courage
- NWSL Shield (1) : 2017
- NWSL Championship :
  - Finaliste : 2017

 Melbourne City
- W-League (1) : 2018

 Washington Spirit
- NWSL Championship :
  - Champion (1) : 2021

## Récompenses individuelles
- NWSL Rookie Of The Year : 2017
- NWSL Golden Boot : 2021
- NWSL Best XI : 2021